# День украинской письменности и языка
День украи́нской пи́сьменности и языка́ (укр. День української писемності та мови) — праздник Украины, ежегодно отмечающийся 27 октября. Согласно православному календарю, в этот день чествуется память преподобного Нестора Летописца.

## История
Праздник установил президент Украины Леонид Кучма указом № 1241/97 от 6 ноября 1997 года. Согласно этому указу, празднование Дня украинской письменности и языка ежегодно отмечается 9 ноября в день памяти Преподобного Нестора Летописца.
28 июля 2023 года дата праздника была перенесена с 9 ноября на 27 октября из-за перехода церквей на новый стиль.

## Особенности празднования
В День украинской письменности и языка традиционно:
- возлагают цветы к памятнику Нестору Летописцу;
- отмечают лучших популяризаторов украинского слова;
- поощряют издательства, выпускающие литературу на украинском языке;
- проводят Радиодиктант национального единства;
- стартует Международный конкурс знатоков украинского языка.